# Muzeum św. Faustyny w Płocku
Muzeum św. Faustyny w Płocku – muzeum powstało na początku 2006 roku w podziemiach sanktuarium Miłosierdzia Bożego przy Starym Rynku. 
Muzeum upamiętnia pobyt św. siostry Faustyny w płockim klasztorze w latach 1930–1932. W jednej z sal została odtworzona piekarnia, w której pracowała s. Faustyna. Organizatorzy pokazali też jak wyglądała cela zakonna w czasach życia świętej. Zaprezentowanych jest również wiele pamiątek związanych ze świętą Faustyną i jej objawieniami. 
Druga część ekspozycji prezentuje rozwój kultu Miłosierdzia Bożego w Płocku, Polsce i na świecie. W 2009 roku muzeum zawiesiło działalność ze względu na prace związane z rozbudową sanktuarium.